# 帕氏擬白魚
帕氏擬白魚（学名：Alburnoides parhami）為輻鰭魚綱鯉形目雅羅魚科擬白魚屬的其中一種，分布於亞洲伊朗裏海沿岸的Baba-Aman、Atrak河流域，本魚體延長而側扁，吻長略尖，口端位，並向上斜列，側線明顯，前半部向腹部彎曲，側線鱗46-51枚，體被圓鱗，鱗片具黑色邊緣，背鰭鰭條10-12枚，臀鰭鰭條12-14枚，尾鰭叉形，魚鰭基部黃橙色，背部褐色，腹部銀白色，體長可達8公分，棲息在流動、沙石底質、植物生長的溪流底中層水域，生活習性不明。

## 扩展阅读
維基物種上的相關：帕氏擬白魚